# Budynek Starostwa Powiatowego i Urzędu Miasta w Łukowie
Budynek Starostwa Powiatowego i Urzędu Miasta – budynek zlokalizowany przy ul. Józefa Piłsudskiego 17 w Łukowie. Jest obiektem wpisanym do Gminnej Ewidencji Zabytków, określonym w miejscowym planie zagospodarowania przestrzennego jako „zabytkowy obiekt o wysokich wartościach, do zachowania i ochrony”.
Wzniesiony w pierwszej połowie XIX wieku według projektu budowniczego Mateusza Ornano-Chiaratellego, z przeznaczeniem na urząd powiatowy; również obecnie część pomieszczeń zajmuje Starostwo Powiatowe. W przeciwieństwie do budynku magistratu, gmach ten przetrwał niemieckie bombardowania miasta w lipcu 1944 roku. Dlatego, po okresie rezydowania władz miejskich w różnych zastępczych lokalizacjach, stał się także siedzibą Urzędu Miasta i taką funkcję wciąż spełnia.
Na ścianie frontowej obiektu znajduje się tablica upamiętniająca poległych i zaginionych m.in. w czasie wojny polsko-bolszewickiej żołnierzy Polskiej Organizacji Wojskowej, pochodzących z Łukowa i okolic. Pierwotnie odsłonięta 11 listopada 1934; w trakcie okupacji hitlerowskiej została usunięta i zaginęła. Pęknięta tablica odnalazła się przypadkowo w 1981 r. w trakcie robót budowlanych na terenie Muzeum Wincentego Pola w Lublinie. Została poddana renowacji i ponownie odsłonięta 11 listopada 1989, w tym samym miejscu, w którym znajdowała się przed II wojną światową.